# جيني هوارد
جيني هوارد (بالإسبانية: Jennie Howard) هي عالمة أرجنتينية، ولدت في 1 يوليو 1861، وتوفيت في 1931 في بوينس آيرس في الأرجنتين.